# Ватапваам (река, впадает в Колымский пролив)
Ватапваам (также Вотапваам и Крестовая) — река в России, протекает по территории Нижнеколымского района Якутии. Длина реки — 145 километров, площадь водосборного бассейна — 1770 км².

## Описание
Начинается в болотистой местности, вытекая из небольшого озерца юго-западнее озера Этаплигыткин. От истока до устья Ватапваам течёт на северо-восток по заболоченной тундре, местами меняя направление на северное. Протекает через озёра Этаплигыткин, Илиргыткин и Ватапваамгыткин. Скорость течения воды 0,1 м/с. Ширина реки перед впадением в Этаплигыткин составляет 72 метра, после выхода из озера Ватапваамгыткин — 24 метра. Максимальная ширина реки, 305 м — там, где она в качестве протоки соединяет озёра Этаплигыткин и Илиргыткин. Река сильно меандрирует, в её бассейне множество озёр. Впадает в Восточно-Сибирское море, не образуя дельты. Населённых пунктов на реке нет, в низовьях на её правом берегу стоит охотничья изба. Значительных притоков не имеет.

## Данные водного реестра
По данным государственного водного реестра России относится к Ленскому бассейновому округу, речной бассейн — Алазея, водохозяйственный участок — реки бассейна Восточно-Сибирского моря (включая реку Алазея) от границы бассейна реки Индигирка на западе до границы бассейна реки Колыма на востоке.
Код объекта в государственном водном реестре — 18060000112117700075083.